# Gelobde melde
Gelobde melde (Atriplex laciniata) is een eenjarige plant die behoort tot de amarantenfamilie (Amaranthaceae).
De plant komt oorspronkelijk voor in West- en Noordwest-Europa. De soort staat op de Nederlandse Rode Lijst van planten als zeer zeldzaam.

## Kenmerken
De plant wordt 20 tot 60 cm hoog. De witgroene bloemen bloeien van juli tot september en zijn eenhuizig. 
Bestuiving vindt voornamelijk via de wind plaats.
De gelobde melde komt voor op zandige en zeer stikstofrijke bodem van kusten en zeeduinen.